# 泰斯托·西尼萨洛
泰斯托·亚洛·西尼萨洛（芬蘭語：Taisto Jalo Sinisalo；1926年6月29日—2002年3月26日）是一位芬兰共产主义政治家。他出生于科特卡，曾任芬兰人民民主联盟籍芬兰议会议员（1962年—1978年）、芬兰共产党副主席（1970年—1982年）。他是芬兰共产党内的强硬亲苏派（该派系因他得名“泰斯托主义者”）的领袖。1986年，芬兰共产党正式分裂后，他成为芬兰共产党（团结）的首任主席。